# Kai Wegner
Kai Wegner (ur. 15 września 1972 w Berlinie) – niemiecki polityk, działacz CDU, deputowany do Bundestagu (2005–2021), członek berlińskiej Izby Deputowanych (1999–2005, od 2021), burmistrz Berlina od 2023.

## Życiorys
Urodził się w Berlinie Zachodnim w okręgu Spandau. W latach 1993–1994 odbył służbę wojskową w Luftwaffe. Następnie do 1997 kształcił się w zawodzie agenta ubezpieczeniowego. Pracował w firmie ubezpieczeniowej, a od 1999 w rodzinnym przedsiębiorstwie budowlanym. Działacz różnych organizacji społecznych, w 2017 został przewodniczącym berlińskiego oddziału Niemieckiego Towarzystwa Ratowania Życia.
W 1989 wstąpił do Unii Chrześcijańsko-Demokratycznej i jej organizacji młodzieżowej Junge Union. W latach 2000–2003 kierował JU w Berlinie. Od 2011 do 2016 był sekretarzem generalnym, a od 2017 do 2019 wiceprzewodniczącym berlińskich struktur CDU. W 2019 został przewodniczącym CDU w Berlinie.
W latach 1995–1999 był radnym dzielnicy Spandau, a od 1999 do 2005 posłem do berlińskiej Izby Deputowanych. W 2005 uzyskał mandat deputowanego do Bundestagu z ramienia CDU. W wyborach w 2009, 2013, 2017 ponownie wybierany do niższej izby niemieckiego parlamentu. W wyniku wyborów krajowych w Berlinie w 2021 powrócił w skład Izby Deputowanych, był głównym kandydatem chadeków. Jego ugrupowanie pozostało wówczas w opozycji, a Kai Wegner objął funkcję przewodniczącego frakcji poselskiej CDU.
Wybory do berlińskiego parlamentu z powodu stwierdzonych naruszeń zostały jednak unieważnione. W powtórzonych wyborach z lutego 2023 ponownie wystartował jako główny kandydat swojej partii, utrzymując mandat deputowanego. Kierowana przez niego Unia Chrześcijańsko-Demokratyczna zajęła pierwsze miejsce z wynikiem 28,2% głosów (co uczyniło ją najsilniejszą frakcją w Izbie Deputowanych pierwszy raz od 1999). Po wyborach CDU i Socjaldemokratyczna Partia Niemiec zawiązały koalicję. 27 kwietnia 2023 krajowy parlament wybrał Kaia Wegnera na nowego burmistrza; większość głosów w izbie polityk uzyskał w trzecim głosowaniu.